# Sophronica kaszabi
Sophronica kaszabi är en skalbaggsart som beskrevs av Stefan von Breuning 1972. Sophronica kaszabi ingår i släktet Sophronica och familjen långhorningar.
Artens utbredningsområde är Ghana. Inga underarter finns listade i Catalogue of Life.